# BK UKF Nitra
Le BK UKF Nitra, ou Inpek Bonas UKF Nitra, était un club féminin slovaque de basket-ball. L'équipe évoluait en Extraliga soit le plus haut niveau du championnat slovaque.

## Entraîneurs successifs
- Depuis ? :  Lubomir Martinka